# 강동초등학교 (강원)
강동초등학교는 대한민국 강원특별자치도 강릉시 강동면 모전리에 있는 공립 초등학교이다.

## 학교 연혁
- 1932년 2월 10일 강동공립보통학교(4년제 2학급) 개교
- 1937년 4월 1일 6년제 6학급 편성
- 1938년 4월 1일 강동공립심상소학교로 개칭[1]
- 1941년 4월 1일 강동공립국민학교로 개칭[2]
- 1950년 4월 1일 강동국민학교로 개칭[3]
- 1972년 9월 30일 후동 교사 준공
- 1987년 8월 31일 본동 교사 준공
- 1989년 12월 30일 급식소 준공
- 1990년 11월 30일 학교 체육관 준공
- 1996년 3월 1일 강동초등학교로 개칭[4]
- 2009년 11월 19일 강동학교마을도서관 개관
- 2014년 11월 20일 강동초 유소년 승마단 창단
- 2018년 3월 1일 초등 7(1)학급,병설유치원 1학급 편성
- 2018년 9월 1일 제30대 민영배 교장 부임
- 2020년 1월 3일 제86회 졸업식(총7,855명)

## 학교 상징
- 교화 - 국화 : 국화는 사군자의 하나로 실력과 덕성을 고루 갖춘 사람을 상징하며, 가을 찬 서리의 시련 속에서 역경을 헤쳐가며 피는 꽃처럼 장차 어떤 어려움을 당해도 이를 극복하고 바르게 성장할 수 있는 강동 어린이의 모습을 나타냄
- 교목 - 향나무 : '향기가 나는 나무'라는 의미의 향나무는 사철 푸르름으로 강인한 의지와 예리한 기지를 나타내는 나무임. 강동 어린이 모두 향나무처럼 올곧은 마음가짐으로 자라 각자 은은한 향기로 세상을 맑게 하라는 뜻임.

## 참고 자료
- 강릉강동초등학교 - 한국교육학술정보원 학교알리미